# 糖酸
糖酸（Sugar acid）是糖类经氧化生成的羧酸。它有以下几种：
- 单糖的醛基或半缩醛基被氧化为羧基后，称为糖酸或醛糖酸（Aldonic acid）。
- 伯醇基被氧化为羧基的单糖，称为糖醛酸或糖尾酸（Uronic acid）。
- 2-酮糖的1-位羟基被氧化为羧基的单糖，称为酮糖酸（Ulosonic acid）。
- 单糖分子的两端若都变为羧基，则称为糖二酸（Aldaric acid）。

## 醛糖酸
糖酸（Aldonic acid）很容易由醛糖在温和条件下氧化制备，这个反应常用溴水作氧化剂。酮糖不易被氧化。这个方法可用于分离醛糖和酮糖，因为醛糖很容易被氧化为糖酸，然后分离掉。但以银氨溶液为氧化剂时，无论是醛糖还是酮糖都转化为醛糖酸。
水溶液中的糖酸处于{\displaystyle {\rm {\ \gamma }}}-和{\displaystyle {\rm {\ \delta }}}-内酯的平衡之中。游离的糖酸很难被分离到，因为蒸发水溶液时，糖酸脱水，最后得到糖酸内酯。

## 例子
醛糖酸：
- 葡萄糖酸
- 抗坏血酸
- 木糖酸